# Terminal Sapopemba/Teotônio Vilela
La Terminal Sapopemba/Teotônio Vilela es una terminal de ómnibus de la ciudad de São Paulo. Ubicada en la región sudeste de la ciudad, en la Avenida Sapopemba esquina Avenida Arquitecto Vila Nova Artigas - Sapopemba. Fue creada para realizar integración con el Expresso Tiradentes, que pasa cerca de esa región.
- Datos: Q10380673